# Bohrer
Els  Bohrer foren una família alemanya de quatre germans músics fills del concertista de contrabaix Caspar Bohrer (1744-1809).
Anton (violinista), (1783-1852), fou deixeble de Winter, Kreutzer i Danzi; va compondre nombrosos concerts, quartets, trios, fantasies i concertants per a violí i orquestra.
Max (violoncel·lista), (1785-1867) fou deixeble de Schwarz.
Anton i Max junt amb els altres dos germans Peter (violinista) i Franz (violista), formaren un quartet de concert, dirigint-se a Viena el 1805. En retornar a Múnic moriren Peter i Franz. Anton i Max s'establiren a Berlín després d'haver fet una gira arreu d'Europa, el primer com a mestre de concerts i el segon com a violoncel·listes. El 1824 retornaren altra volta a Múnic, dirigint-se a París el 1827, on donaren diversos concerts en unió de Tilmant i Urhan. Quan la Revolució francesa de Juliol fugiren a Londres. El 1832, Max, fou nomenat primer violoncel·lista i mestre de concerts en la cor d'Stuttgart. El 1834, Anton fou mestre de concert en la cort d'Hannover.
Sophie, filla d'Anton (1828-1849), fou una distingida pianista que acabà establint-se a Sant Petersburg.